# Michel-Joseph Lequeux
Pour les articles homonymes, voir Lequeux.
Michel-Joseph Lequeux né le 24 octobre 1753 à Lille et mort le 15 avril 1786 dans la même ville est un architecte français.
Son œuvre domine sans conteste l'architecture de la capitale flamande à la fin du XVIIIe siècle.

## Biographie
Fils d'un sculpteur lillois, Michel-Joseph Lequeux est lauréat de l'école académique d'architecture de Lille, qu'il a intégré à l'âge de 13 ans, en 1769. En 1774, il part à Paris pour compléter sa formation. De retour à Lille, il obtient son premier chantier important en 1777, la construction de l'hôtel d'Avelin (ancien siège du Rectorat). En 1783, l'intendant Charles d'Esmangart s'installe à Lille et lui apporte son soutien. Plusieurs grands chantiers lui sont alors confiés. Il meurt le 15 avril 1786, frappé d'un coup de couteau par un jardinier lors d'une dispute sur le chantier de l'hôtel de l'Intendance (aujourd'hui siège de l'évêché) qu'il était en train de rénover.

## Œuvre

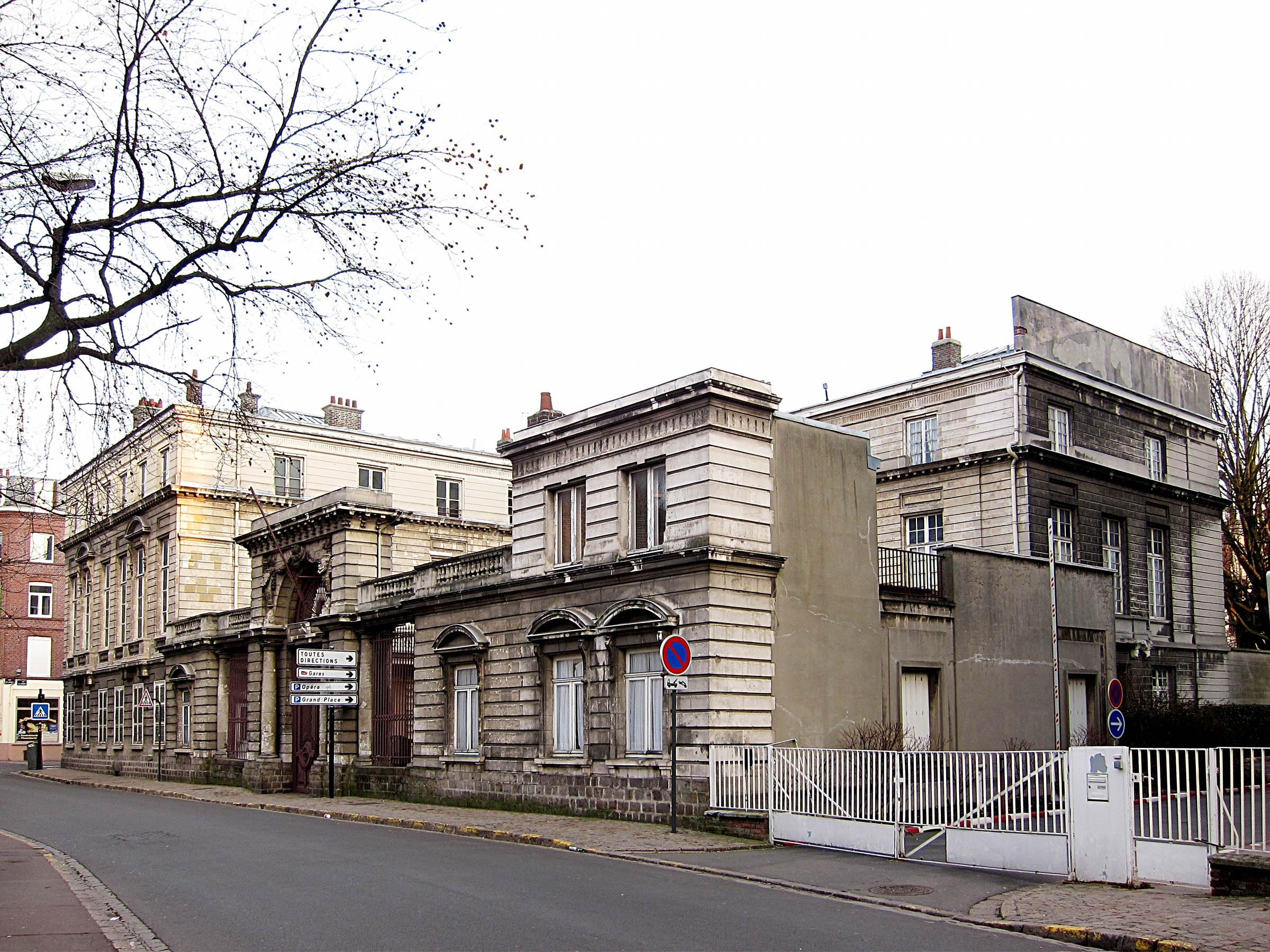
L'hôtel d'Avelin à Lille.

Michel-Joseph Lequeux, acteur de l'architecture néoclassique à la française, a su pratiquer un art original sans jamais s'abaisser à copier de prestigieux modèles. Son style se caractérise par de grands nus, des masses épurées, des arêtes vives et des rythmes simples. C'est sa première réalisation, l'hôtel d'Avelin, qui est considérée comme l'expression la plus parfaite de son génie. Grâce à une clientèle riche et au soutien de l'intendant Esmangart, il a pu construire d'élégants hôtels néo-classiques : d'Avelin (1777), Petipas de Walle (1778), Delagarde (1780), du Chambge d'Elbecq (1781), de l'Intendance (1786). Il a également édifié le théâtre de Lille en 1785 (détruit en 1903 dans un incendie) et, à Douai, le bâtiment du parlement de Flandre (1785), aujourd'hui Palais de Justice. Il était au moment de sa mort, l'architecte que les notables s'arrachaient.